# Bernhard Sigmund Schultze
Bernhard Sigmund Schultze (Friburgo em Brisgóvia (Freiburg im Breisgau), 29 de dezembro de 1827 — Jena, 17 de abril de 1919), também conhecido por Bernhard Sigismund Schultze ou, a partir de 1912, Bernhard Sigmund von Schultze-Jena, foi um médico, investigador e professor de ginecologia e obstetrícia na Universidade de Jena (Friedrich-Schiller-Universität Jena). Membro de uma conhecida família de académicos, foi pai de Hans Schultze-Jena, o administrador colonial abatido por tropas portuguesas no incidente de Naulila, morte que serviu de casus belli para o conflito luso-alemão de 1914-1915 ao longo da fronteira sul de Angola.

## Biografia

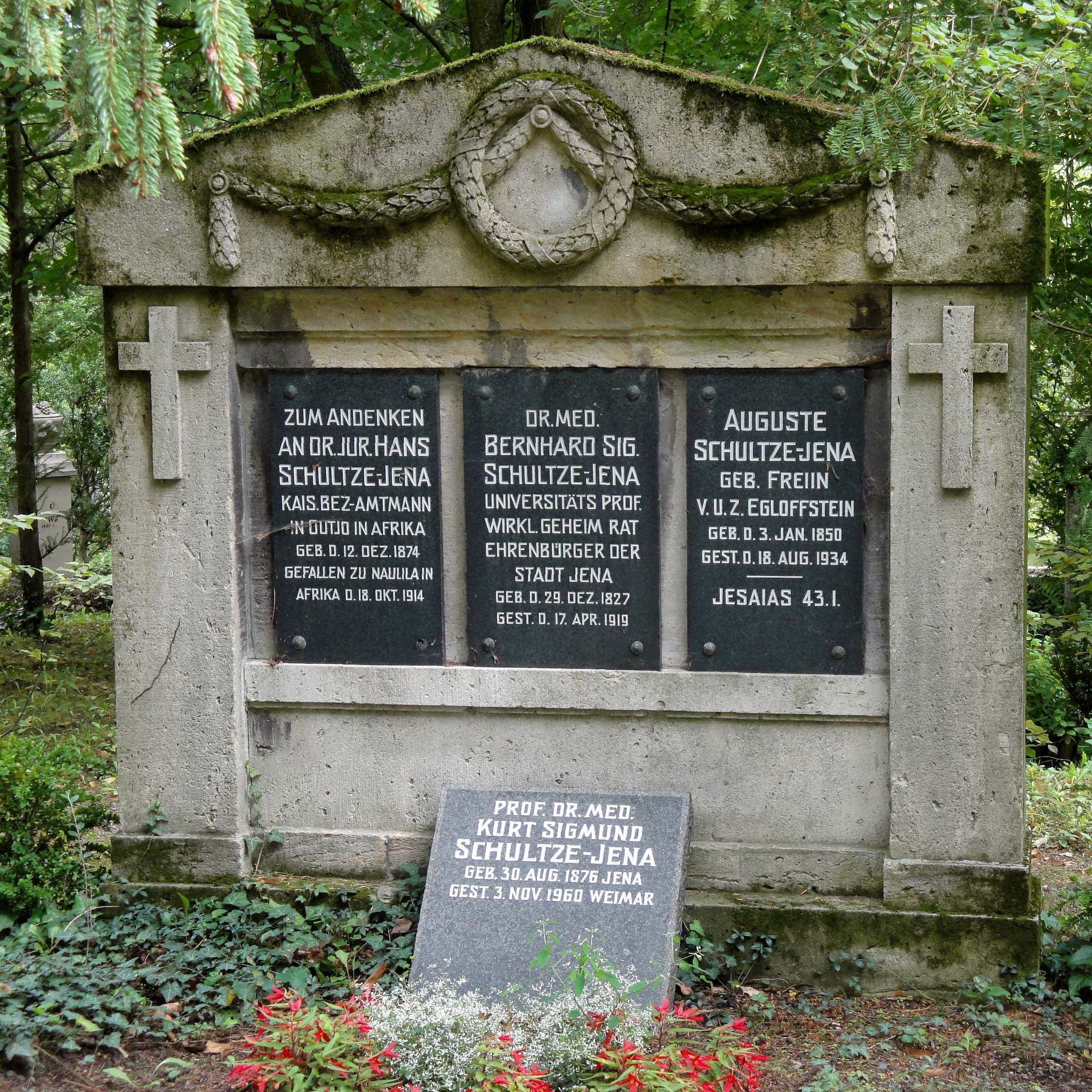
Túmulo em Jena

Bernhard Schultze nasceu em Freiburg im Breisgau, filho de Karl August Sigismund Schultze (1795–1877), médico e professor de Anatomia e Fisiologia. Pertencia a uma família de académicos e de altos funcionários: seu irmão mais velho Max Johann Sigismund Schultze (1825–1874) foi anatomista e zoólogo; os seus irmãos mais novos August Sigismund Schultze e Richard Sigismund Schultze foram juristas; o seu sobrinho, Oskar Max Sigismund Schultze, foi, como o seu pai Max Johann Sigismund, anatomista e lente dessa especialidade (Ordinarius) na Universidade de Würzburg (Julius-Maximilians-Universität Würzburg); o seu filho Kurt Schultze-Jena foi professor de Cirurgia; e o seu filho Leonhard Schultze-Jena foi explorador e antropólogo.
Bernhard Schultze estudou nas Universidades de Greifswald e Berlim, sendo nesta última nomeado em 1851 para sub-assistente da clínica cirúrgica que Bernhard von Langenbeck dirigia em Berlim.
Em 1851 Schultze doutorou-se na Universidade de Greifswald (Ernst-Moritz-Arndt-Universität Greifswald) com a dissertação intitulada De adipis genesi pathologica (Génese patológica da obesidade). Concluiu os exames de estado em 1851 e 1852 em Berlim. Em 1853 obteve em Greifswald a agregação em Anatomia e Fisiologia, recebendo o título de professor sem cátedra (Privatdozent).
Schultze sentia-se mais atraído para a Medicina prática e em 1854 começou a trabalhar como assistente na Clínica Obstétrica Universitária de Berlim (Universitätsfrauenklinik zu Berlin) sob a direcção de Dietrich Wilhelm Heinrich Busch. Em 1856 obteve a agregação na especialidade de ginecologia e passou a ser docente universitário (Dozent) de Obstetrícia e Ginecologia.
Em 1858, após a morte de Dietrich Busch, o professor Eduard Arnold Martin, até então director da Clínica Obstétrica da Universidade de Jena, foi convidado para dirigir a clínica homóloga berlinense, deixando o lugar vago em Jena. Pouco tempo depois Schultze foi convidado a substituir Martin em Jena, o que aceitou.
A partir de 1858 passou a dirigir a Clínica Obstétrica Universitária da Friedrich-Schiller-Universität Jena passando a assegurar a respectiva cátedra. No semestre de inverno de 1864/1865 coube ao professor Bernhard Sigmund Schultze exercer as funções de reitor da Alma Mater de Jena.
Nos anos que praticou e ensinou Medicina em Jena, Bernhard Sigmund Schultze granjeou especial mérito pelo seu trabalho sobre os métodos de exame ginecológico, pelo desenvolvimento de uma técnica de ressuscitação de recém-nascidos vítimas de asfixia e por diversos avanços no tratamento de doenças do útero. Também se notabilizou no estudo e desenvolvimento de técnicas de obstetrícia a utilizar pelas parteiras. Gustav Döderlein, que entre 1946 e 1959 foi também professor (Ordinarius) em Jena, considerou Schultze como o reformador da obstetrícia na Alemanha e o fundador da ginecologia moderna.
Na sua obra intitulada Über die anomale Duplicität der Axenorgane (Sobre a anómala duplicidade dos órgão axiais) Schultze descreve pela primeira vez que o útero surge na fase embrionária a partir de dois focos. Em 1866 publicou pela primeira vez um método de reanimação neonatal por oscilação, considerada muito bem sucedido e ainda em uso.
Em 1903 aposentou-se das suas actividades académicas, mas sem que antes tivesse garantido que teria como sucessor o seu discípulo Felix Skutsch. A 27 de Março de 1903 foi-lhe concedido o título de membro do Conselho Privado (Wirklichen Geheimen Rat) e dado o título de cidadão de honra de Jena. Em 1912 foi-lhe concedido a prerrogativa de acrescentar «Jena» ao seu nome de família, com a possibilidade de transmissão aos filhos, como reconhecimento da sua ligação e serviços prestados à Universidade de Jena. Por essa razão a família passou a usar o patronímico Schultze-Jena.
Bernhard Sigmund von Schultze-Jena faleceu com 91 anos de idade em Jena. Algumas das suas obras fazem parte da colecção guardada nos arquivos da Akademie gemeinnütziger Wissenschaften zu Erfurt, de Erfurt.

## Epónimos
O seu nome é utilizado como epónimo em algumas técnicas médicas que lhe são atribuídas, nomeadamente:
- Método de Schultze, a designação dada a uma técnica de ressuscitação utilizada em casos de nado-morto aparente;
- Sinal de Schultze-Chvostek, um sinal de tetania que ocorrem em caso de hipocalcemia, frequentemente referido como sinal de Chvostek;
- Dobra de Schultze, uma dobra da membrana amniótica em forma de crescente;
- Placenta de Schultze, uma placenta expelida com a porção central avançada em relação à periferia.

## Obras publicadas
Entre muitas outras, é autor das seguintes obras:
- Über die anomale Duplicität der Axenorgane. Virchow's Archiv VII
- http://books.google.com.br/books?id=hzsAAAAAQAAJ&pg=PA1&f=false
- http://books.google.com.br/books?id=1Ebn9FZbtCIC&pg=PA1&f=false
- http://books.google.com.br/books?id=JDgAAAAAQAAJ&pg=PA1&f=false
- Ueber Zwillingsschwangerschaft. Volkmann's Slg. klin. Vortr., Breitkopf und Härtel, Leipzig, 1872
- Ueber die Lageveränderungen der Gebärmutter. Volkmann's Slg. klin. Vortr., Breitkopf und Härtel, Leipzig, 1873
- Zur Klarstellung der Indicationen für Behandlung der Ante- und Retroversionen und -flexionen der Gebärmutter. Volkmann's Slg. klin. Vortr., Breitkopf und Härtel, Leipzig, 1879
- Unser Hebammenwesen und das Kindbettfieber. Volkmann's Slg. klin. Vortr., Breitkopf und Härtel, Leipzig, 1884
- http://books.google.com.br/books?id=HhMpAAAAYAAJ&pg=PA1&f=false
- Zur Therapie hartnäckiger Retroflexion der Gebärmutter. Slg. klin. Vortr., Breitkopf und Härtel, Leipzig, 1891
- Unser Hebammenwesen und die Reformpläne. Volkmann's Slg. klin. Vortr., Breitkopf und Härtel, Leipzig, 1903
- Die Axendrehung (Cervixtorsion) des myomatösen Uterus. Volkmann's Slg. klin. Vortr., Breitkopf und Härtel, Leipzig, 1906
- Über den Scheintod Neugeborener und über Wiederbelebung scheintot geborener Kinder., J. A. Barth, Leipzig, 1918